# Любомира Бачева
Любомира Бачева (нар. 7 березня 1975) — колишня болгарська тенісистка.
Найвищу одиночну позицію світового рейтингу — 68 місце досягла 1 листопада 1999, парну — 53 місце — 16 квітня 2001 року.
Здобула 9 одиночних та 2 парні титули.
Найвищим досягненням на турнірах Великого шолома було 2 коло в одиночному та парному розрядах.
Завершила кар'єру 2004 року.

## Виступи у турнірах Великого шолома
| W | Ф | ПФ | ЧФ | #Р | КТ | К# | DNQ | A | NH |

### Одиночний розряд
| Турнір                                 | 1993 | 1994–98 | 1999 | 2000 | 2001 | 2002 | 2003 | 2004 | SR     | W–L  |
| -------------------------------------- | ---- | ------- | ---- | ---- | ---- | ---- | ---- | ---- | ------ | ---- |
| Відкритий чемпіонат Австралії з тенісу |      |         |      | 1р   | 1р   | К1р  |      | К1р  | 0 / 2  | 0–2  |
| Відкритий чемпіонат Франції з тенісу   | К2р  |         | 2р   | 1р   | 1р   | 1р   | К2р  | 1р   | 0 / 5  | 1–5  |
| Вімблдонський турнір                   |      |         | 1р   | 2р   | 1р   |      |      | К1р  | 0 / 3  | 1–3  |
| Відкритий чемпіонат США з тенісу       |      |         | 1р   | 2р   | К1р  | К1р  | К2р  | К1р  | 0 / 2  | 1–2  |
| В-П                                    | 0–0  | 0–0     | 1–3  | 2–4  | 0–3  | 0–1  | 0–0  | 0–1  | 0 / 12 | 3–12 |

### Парний розряд
| Турнір                                 | 2000 | 2001 | 2002 | 2003 | 2004 | SR     | W–L  |
| -------------------------------------- | ---- | ---- | ---- | ---- | ---- | ------ | ---- |
| Відкритий чемпіонат Австралії з тенісу |      | 1р   | 1р   |      |      | 0 / 2  | 0–2  |
| Відкритий чемпіонат Франції з тенісу   | 1р   | 1р   | 1р   | 1р   | 1р   | 0 / 5  | 0–5  |
| Вімблдонський турнір                   | 1р   | 1р   |      |      | 1р   | 0 / 3  | 0–3  |
| Відкритий чемпіонат США з тенісу       | 2р   | 1р   | 1р   |      |      | 0 / 3  | 1–3  |
| В-П                                    | 1–3  | 0–4  | 0–3  | 0–1  | 0–2  | 0 / 13 | 1–13 |

## Фінали турнірів WTA

### Парний розряд: 4 (2–2)
| Легенда                       |
| ----------------------------- |
| Турніри Великого шолома (0–0) |
| Турніри Tier III (0–1)        |
| Турніри Tier IV (1–0)         |
| Турніри Tier V (1–1)          |

| Фінали за покриттям |
| ------------------- |
| Тверде (0–0)        |
| Ґрунт (2–1)         |
| Трава (0–0)         |
| Килим (0–1)         |

| Результат | W–L | Дата     | Турнір                                                | Рівень   | Покриття  | Партнерка               | Суперниці                                       | Рахунок            |
| --------- | --- | -------- | ----------------------------------------------------- | -------- | --------- | ----------------------- | ----------------------------------------------- | ------------------ |
| Перемога  | 1–0 | Кві 2000 | Hungarian Ladies Open                                 | Tier IV  | Ґрунт     | Крістіна Торренс-Валеро | Єлена Костанич-Тошич Сандра Начук               | 6–0, 6–2           |
| Поразка   | 1–1 | Жов 2000 | BGL Luxembourg Open                                   | Tier III | Килим (i) | Крістіна Торренс-Валеро | Александра Фусаї Наталі Тозья                   | 3–6, 6–7(0–7)      |
| Перемога  | 2–1 | Лип 2001 | Гран-прі принцеси Лалли Мер'єм                        | Tier V   | Ґрунт     | Оса Свенссон            | Марія Хосе Мартінес Санчес Марія Емілія Салерні | 6–3, 6–7(4–7), 6–1 |
| Поразка   | 2–2 | Лип 2002 | Internazionali Femminili di Tennis di Palermo, Італія | Tier V   | Ґрунт     | Анжеліка Реш            | Євгенія Куликовська Катерина Сисоєва            | 4–6, 3–6           |

## Фінали ITF

### Одиночний розряд: 25 (9–16)
| Легенда          |
| ---------------- |
| турніри $100,000 |
| турніри $75,000  |
| турніри $50,000  |
| турніри $25,000  |
| турніри $10,000  |

| Фінали за покриттям |
| ------------------- |
| Тверде (1–3)        |
| Ґрунт (7–12)        |
| Трава (0–0)         |
| Килим (1–1)         |

| Результат | W–L  | Дата     | Турнір                   | Рівень | Покриття   | Суперниця              | Рахунок          |
| --------- | ---- | -------- | ------------------------ | ------ | ---------- | ---------------------- | ---------------- |
| Перемога  | 1–0  | Кві 1991 | ITF Шибеник, Югославія   | 10,000 | Ґрунт      | Сухова Ірина           | 6–1, 6–3         |
| Поразка   | 1–1  | Чер 1991 | ITF Дубровник, Болгарія  | 10,000 | Ґрунт      | Катержина Шишкова      | 2–6, 1–6         |
| Перемога  | 2–1  | Лип 1991 | ITF Дубровник, Болгарія  | 10,000 | Ґрунт      | Катержина Шишкова      | 6–4, 1–6, 6–2    |
| Поразка   | 2–2  | Вер 1991 | ITF Хасково, Болгарія    | 10,000 | Ґрунт      | Олена Макарова         | 4–6, 4–6         |
| Поразка   | 2–3  | Лип 1992 | ITF Файгінген, Німеччина | 25,000 | Ґрунт      | Йоаннетта Крюгер       | 1–6, 0–6         |
| Поразка   | 2–4  | Вер 1995 | ITF Сполето, Італія      | 25,000 | Ґрунт      | Крістіна Сальві        | 6–7(3), 3–6      |
| Перемога  | 3–4  | Сер 1997 | ITF Ребек, Бельгія       | 10,000 | Ґрунт      | Кільдін Шевальє        | 6–3, 4–6, 6–3    |
| Поразка   | 3–5  | Вер 1997 | ITF Албена, Болгарія     | 10,000 | Ґрунт      | Десислава Топалова     | 6–2, 4–6, 0–6    |
| Поразка   | 3–6  | Лис 1997 | ITF Мулен, Франція       | 10,000 | Тверде (i) | Едіт Нюн-Берсо         | 2–6, 1–6         |
| Поразка   | 3–7  | Лис 1997 | ITF Довіль, Франція      | 10,000 | Килим (i)  | Габріела Кучерова      | 3–6, 6–7(5)      |
| Перемога  | 4–7  | Кві 1998 | ITF Брест, Франція       | 10,000 | Тверде (i) | Софі Жорже             | 7–5, 6–0         |
| Поразка   | 4–8  | Лип 1998 | ITF Пухгайм, Німеччина   | 25,000 | Ґрунт      | Хісела Рієра           | 4–6, 4–6         |
| Поразка   | 4–9  | Лип 1998 | ITF Дармштадт, Німеччина | 25,000 | Ґрунт      | Петра Мандула          | 6–3, 4–6, 5–7    |
| Поразка   | 4–10 | Сер 1998 | ITF Ле-Контамін, Франція | 25,000 | Тверде     | Анка Барна             | 6–7(7), 1–6      |
| Перемога  | 5–10 | Лис 1998 | ITF Довіль, Франція      | 10,000 | Килим (i)  | Сільвія Соснарова      | 6–3, 6–3         |
| Поразка   | 5–11 | Бер 1999 | ITF Біль, Швейцарія      | 25,000 | Тверде (i) | Еві Домінікович        | 4–6, 7–6(2), 2–6 |
| Перемога  | 6–11 | Бер 1999 | ITF Дінан, Франція       | 25,000 | Ґрунт (i)  | Стефані Форец          | 6–2, 2–6, 6–1    |
| Перемога  | 7–11 | Вер 1999 | ITF Денен, Франція       | 25,000 | Ґрунт      | Стефані Форец          | 6–4, 6–1         |
| Перемога  | 8–11 | Вер 1999 | ITF Бордо, Франція       | 50,000 | Ґрунт      | Глорія Піццікіні       | 3–6, 6–4, 6–3    |
| Поразка   | 8–12 | Вер 1999 | ITF Софія, Болгарія      | 25,000 | Ґрунт      | Марта Марреро          | 2–6, 3–6         |
| Поразка   | 8–13 | Вер 2000 | ITF Бордо, Франція       | 75,000 | Ґрунт      | Емілі Луа              | 5–7, 2–6         |
| Поразка   | 8–14 | Вер 2001 | ITF Денен, Франція       | 50,000 | Ґрунт      | Селін Бейгбедер        | 4–6, 0–6         |
| Перемога  | 9–14 | Вер 2001 | ITF Бордо, Франція       | 75,000 | Ґрунт      | Анна Смашнова          | 4–6, 6–1, 6–0    |
| Поразка   | 9–15 | Сер 2003 | ITF Кунео, Італія        | 50,000 | Ґрунт      | Татьяна Гарбін         | 3–6, 1–6         |
| Поразка   | 9–16 | Лип 2004 | ITF Віттель, Франція     | 50,000 | Ґрунт      | Нурія Льягостера Вівес | 2–6, 4–6         |

### Парний розряд: 28 (11–17)
| Легенда          |
| ---------------- |
| турніри $100,000 |
| турніри $75,000  |
| турніри $50,000  |
| турніри $25,000  |
| турніри $10,000  |

| Фінали за покриттям |
| ------------------- |
| Тверде (2–2)        |
| Ґрунт (7–11)        |
| Трава (0–0)         |
| Килим (2–4)         |

| Результат | W–L   | Дата     | Турнір                           | Рівень | Покриття   | Партнерка               | Суперниці                                            | Рахунок          |
| --------- | ----- | -------- | -------------------------------- | ------ | ---------- | ----------------------- | ---------------------------------------------------- | ---------------- |
| Перемога  | 1–0   | Лют 1991 | ITF Гельсінкі, Фінляндія         | 10,000 | Килим (i)  | Погорелова Олена        | Надя Байк Майке Бабель                               | 6–2, 3–6, 6–3    |
| Перемога  | 2–0   | Лип 1991 | ITF Дубровник, Югославія         | 10,000 | Ґрунт      | Івона Хорват            | Олена Погорелова Сухова Ірина                        | 5–7, 6–3, 6–3    |
| Перемога  | 3–0   | Вер 1991 | ITF Хасково, Болгарія            | 10,000 | Ґрунт      | Галя Ангелова           | Олена Погорелова Ірина Сухова                        | 7–6, 6–7, 6–1    |
| Поразка   | 3–1   | Лис 1991 | ITF Галл, Велика Британія        | 25,000 | Килим (i)  | Барбара Гріффітс        | Аманда Гранфелд Джулі Салмон                         | 6–7(2), 1–6      |
| Поразка   | 3–2   | Кві 1992 | ITF Лімож, Франція               | 25,000 | Килим (i)  | Сильвія Штефкова        | Ельс Калленс Мішель Штребель                         | 6–4, 1–6, 4–6    |
| Поразка   | 3–3   | Вер 1992 | ITF Софія, Болгарія              | 25,000 | Ґрунт      | Галя Ангелова           | Курегян Каріна Кіррілі Шарп                          | 6–7, 2–6         |
| Перемога  | 4–3   | Вер 1993 | ITF Софія, Болгарія              | 25,000 | Ґрунт      | Галя Ангелова           | Патрісія Маркова Зузана Немшакова                    | 6–0, 7–5         |
| Поразка   | 4–4   | Кві 1994 | ITF Марафон, Греція              | 10,000 | Ґрунт      | Сандра ван дер А        | Патрісія Маркова Сімона Недоростова                  | 3–6, 0–6         |
| Поразка   | 4–5   | Вер 1995 | ITF Софія, Болгарія              | 25,000 | Ґрунт      | Река Відатс             | Херальдін Айсенберг Лаура Монтальво                  | 2–6, 2–6         |
| Поразка   | 4–6   | Вер 1997 | ITF Албена, Болгарія             | 10,000 | Ґрунт      | Антоанета Пандєрова     | Галина Димитрова Десислава Топалова                  | 5–7, 1–6         |
| Перемога  | 5–6   | Лис 1997 | ITF Довіль, Франція              | 10,000 | Килим (i)  | Юлія Абе                | Каталін Мароші Кароліна Шнайдер                      | 6–2, 6–4         |
| Поразка   | 5–7   | Лип 1998 | ITF Штутгарт, Німеччина          | 25,000 | Ґрунт      | Юлія Абе                | Лоранс Куртуа Мая Мурич                              | 1–6, 4–6         |
| Перемога  | 6–7   | Сер 1998 | ITF Ле-Контамін, Франція         | 25,000 | Тверде     | Ясмін Вер               | Каролін Денін Софі Жорже                             | 2–6, 6–1, 6–3    |
| Перемога  | 7–7   | Сер 1998 | ITF Софія, Болгарія              | 25,000 | Ґрунт      | Майке Каутстал          | Магда Міхалаке Зузана Валекова                       | 6–1, 7–5         |
| Поразка   | 7–8   | Лис 1998 | ITF Довіль, Франція              | 10,000 | Килим (i)  | Ірода Туляганова        | Емманюелль Курутше Саманта Шеффель                   | 1–6, 6–2, 6–7(4) |
| Поразка   | 7–9   | Вер 1999 | ITF Бордо, Франція               | 50,000 | Ґрунт      | Крістіна Торренс-Валеро | Оса Свенссон Емілі Луа                               | 2–6, 6–7(1)      |
| Поразка   | 7–10  | Лип 2001 | ITF Орбетелло, Італія            | 25,000 | Ґрунт      | Лоранс Куртуа           | Марія Емілія Салерні Патрісія Тарабіні               | 6–7(5), 6–3, 1–6 |
| Поразка   | 7–11  | Жов 2001 | ITF Пуатьє, Франція              | 75,000 | Тверде (i) | Аманда Гопманс          | Крісті Богерт Лоранс Куртуа                          | 1–6, 5–7         |
| Поразка   | 7–12  | Жов 2001 | ITF Саутгемптон, Велика Британія | 50,000 | Тверде (i) | Олена Татаркова         | Нанні де Вільєрс Ірина Селютіна                      | 6–7(5), 6–2, 2–6 |
| Перемога  | 8–12  | Вер 2002 | ITF Б'єлла, Італія               | 50,000 | Ґрунт      | Ева Бес                 | Марія Хосе Мартінес Санчес Анабель Медіна Гаррігес   | 7–5, 2–6, 7–6(5) |
| Перемога  | 9–12  | Жов 2002 | ITF Жирона, Іспанія              | 50,000 | Ґрунт      | Гала Леон Гарсія        | Флавія Пеннетта Андрея Ехрітт-Ванк                   | 6–4, 6–3         |
| Перемога  | 10–12 | Лис 2002 | ITF Пуатьє, Франція              | 50,000 | Тверде (i) | Євгенія Куликовська     | Каролін Денін Емілі Луа                              | w/o              |
| Поразка   | 10–13 | Сер 2003 | ITF Кунео, Італія                | 50,000 | Ґрунт      | Штефані Гайднер         | Мервана Югич-Салкич Дарія Юрак                       | 1–6, 2–6         |
| Поразка   | 10–14 | Жов 2003 | ITF Жирона, Іспанія              | 50,000 | Ґрунт      | Роберта Вінчі           | Кончіта Мартінес Гранадос Марія Хосе Мартінес Санчес | 5–7, 3–6         |
| Поразка   | 10–15 | Лют 2004 | ITF Ортізеї, Італія              | 75,000 | Килим (i)  | Анжеліка Реш            | Ольга Виметалкова Габріела Хмелінова                 | 1–6, 3–6         |
| Перемога  | 11–15 | Тра 2004 | Open de Cagnes-sur-Mer, Франція  | 75,000 | Ґрунт      | Ева Бірнерова           | Руксандра Драгомір Антонія Матіч                     | 4–6, 7–6(4), 6–3 |
| Поразка   | 11–16 | Сер 2004 | ITF Модена, Італія               | 75,000 | Ґрунт      | Ева Бірнерова           | Габріела Хмелінова Міхаела Паштікова                 | 2–6, 3–6         |
| Поразка   | 11–17 | Вер 2004 | ITF Денен, Франція               | 75,000 | Ґрунт      | Міхаела Паштікова       | Юліана Федак Анна-Лена Гренефельд                    | 6–1, 1–6, 2–6    |

- w/o = без гри

## Кубок Федерації
Любомира Бачева дебютувала за Збірну Болгарії в Кубку Федерації 1993 року. Її показники виграшів-поразок: 0–4 в одиночному розряді та 1–2 - в парному (1–6 загалом).

### Одиночний розряд (0–4)
| Розіграш              | Раунд | Дата           | Супротивник                     | Покриття | Суперниця            | W/L | Результат |
| --------------------- | ----- | -------------- | ------------------------------- | -------- | -------------------- | --- | --------- |
| Світова група I 1995  | RPO   | 22 липня 1995  | Південно-Африканська Республіка | Тверде   | Йоаннетта Крюгер     | L   | 0–6, 3–6  |
| Світова група I 1995  | RPO   | 23 липня 1995  | Південно-Африканська Республіка | Тверде   | Аманда Кетцер        | L   | 2–6, 4–6  |
| Світова група II 1996 | ЧФ    | 27 квітня 1996 | Словаччина                      | Ґрунт    | Каріна Габшудова     | L   | 0–6, 1–6  |
| Світова група II 1996 | ЧФ    | 28 квітня 1996 | Словаччина                      | Ґрунт    | Катаріна Студенікова | L   | 3–6, 4–6  |

### Парний розряд (1–2)
| Розіграш             | Раунд | Дата          | Партнерка           | Супротивник                     | Покриття | Суперниці                            | W/L | Результат             |
| -------------------- | ----- | ------------- | ------------------- | ------------------------------- | -------- | ------------------------------------ | --- | --------------------- |
| Світова група I 1993 | R1    | 19 липня 1993 | Катарина Малеєва    | Південна Корея                  | Ґрунт    | Кім Іль Сун Пак Сон Хі               | L   | 6–3, 6–7(2), 1–4 ret. |
| Світова група I 1994 | R2    | 21 липня 1994 | Светлана Кривенчева | Індонезія                       | Ґрунт    | Наталія Соетрісно Романа Теджакусума | W   | 6–1, 6–3              |
| Світова група I 1995 | RPO   | 23 липня 1995 | Дора Джилянова      | Південно-Африканська Республіка | Тверде   | Аманда Кетцер Елна Рейнах            | L   | 1–6, 4–6              |

- RPO = Плей-оф на вибування